# Голубьёвка

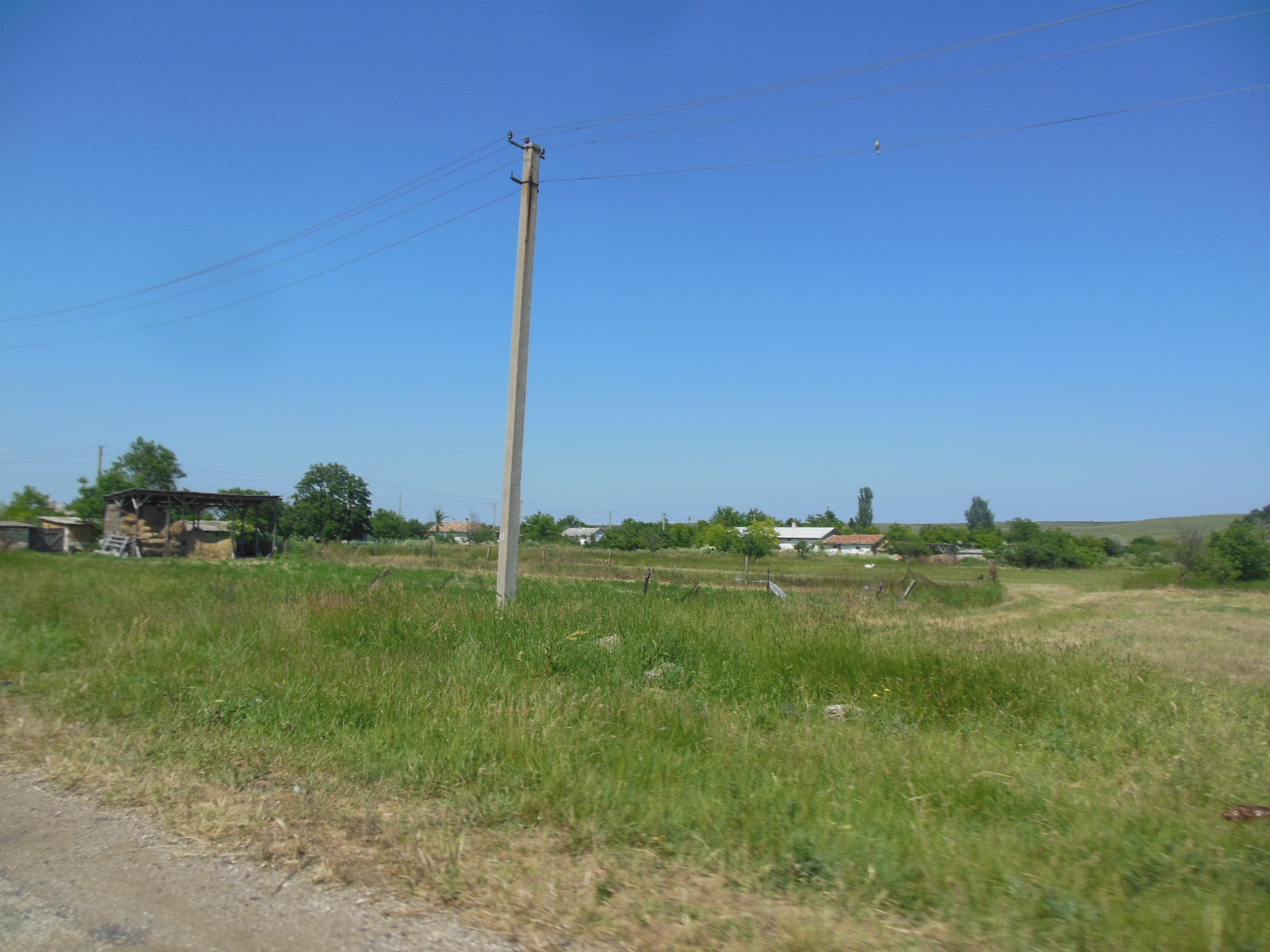
Южная часть Павловки, бывшая Голубьёвка

Голубьёвка (до 1948 года Азберды́-Ваку́ф; укр. Голуб'ївка, крымскотат. Az Berdi Vaqıf, Аз Берди Вакъыф) — исчезнувшее село в Белогорском районе Республики Крым (согласно административно-территориальному делению Украины — Автономной Республики Крым), включённое в состав Павловки, сейчас — южная часть села.

## История
Впервые в доступных источниках селение встречается в Статистическом справочнике Таврической губернии. Ч.II-я. Статистический очерк, выпуск пятый Феодосийский уезд, 1915 год, согласно которому в селе Азберды (вакуф) Андреевской волости Феодосийского уезда числилось 22 двора (все дворы безземельные) с татарским населением в количестве 109 человек приписных жителей, из которых 56 мужчин и 53 женщины. Жители землёй не владели, в хозяйствах имелось 25 лошадей, 6 волов и 12 коров. На хуторе Азберды — 8 дворов (1 двор с землёй, 7 — безземельные) с греческим населением в количестве 38 человек приписных жителей и 10 — «посторонних», из которых по24 мужчины женщины. Жители владели 1200 десятинами удобной земли. В хозяйствах имелось 45 лошадей, 16 волов, 20 коров и 9 голов мелкого скота.
После установления в Крыму Советской власти, по постановлению Крымревкома от 8 января 1921 года была упразднена волостная система и село вошло в состав вновь созданного Карасубазарского района Симферопольского уезда, а в 1922 году уезды получили название округов. 11 октября 1923 года, согласно постановлению ВЦИК, в административное деление Крымской АССР были внесены изменения, в результате которых округа ликвидировались, Карасубазарский район стал самостоятельной административной единицей и село включили в его состав. Согласно Списку населённых пунктов Крымской АССР по Всесоюзной переписи 17 декабря 1926 года, в селе Азберды-Вакуф, Тогайского сельсовета Карасубазарского района, числилось 32 двора, из них 31 крестьянский, население составляло 147 человек, из них 133 татар и 14 русских. По данным всесоюзная перепись населения 1939 года в селе проживало 193 человека.
В 1944 году, после освобождения Крыма от фашистов, согласно постановлению ГКО № 5859 от 11 мая 1944 года, 18 мая крымские татары были депортированы в Среднюю Азию. 12 августа 1944 года было принято постановление № ГОКО-6372с «О переселении колхозников в районы Крыма», в исполнение которого в район завезли переселенцев: 6000 человек из Тамбовской и 2100 — Курской областей, а в начале 1950-х годов последовала вторая волна переселенцев из различных областей Украины. С 25 июня 1946 года Азберды-Вакуф в составе Крымской области РСФСР. Указом Президиума Верховного Совета РСФСР от 18 мая 1948 года Азберды-Вакуф переименовали в Голубьёвку. 26 апреля 1954 года Крымская область была передана из состава РСФСР в состав УССР. К 1960 году Голубьёвку присоединили к Павловке, поскольку в «Справочнике административно-территориального деления Крымской области на 15 июня 1960 года» селение уже не значилось (согласно справочнику «Крымская область. Административно-территориальное деление на 1 января 1968 года» — в период с 1954 по 1968 год).